# Блэчфорд, Карен
Карен Блэчфорд (англ. Karen Blachford; род. 26 января 1966, Броквилл, Онтарио) — канадская кёрлингистка на колясках.
В составе сборной Канады участник и чемпион зимних Паралимпийских игр 2006.

## Достижения
- Зимние Паралимпийские игры: золото (2006).
- Чемпионат мира по кёрлингу на колясках: серебро (2002), бронза (2004).
- Чемпионат Канады по кёрлингу на колясках: золото (2004, 2005, 2006)[2].

## Команды
| Сезон   | Четвёртый | Третий            | Второй        | Первый         | Запасной          | Тренер              | Турниры                       |
| ------- | --------- | ----------------- | ------------- | -------------- | ----------------- | ------------------- | ----------------------------- |
| 2001—02 | Крис До   | Don Bell          | Jim Primavera | Карен Блэчфорд | Richard Fraser    | Tom Ward            | ЧМК 2002                      |
| 2003—04 | Крис До   | Bruce McAninch    | Jim Primavera | Карен Блэчфорд |                   | Amy McAninch (ЧМК)  | ЧКК 2004 · ЧМК 2004           |
| 2004—05 | Крис До   | Bruce McAninch    | Jim Primavera | Карен Блэчфорд | Джерри Аустгарден | Amy Reid, Джозеф Ри | ЧКК 2005 · ЧМК 2005 (6 место) |
| 2005—06 | Крис До   | Джерри Аустгарден | Гэри Кормак   | Соня Годе      | Карен Блэчфорд    | Джозеф Ри (ЗПИ)     | ЧКК 2006 · ЗПИ 2006           |

(скипы выделены полужирным шрифтом)